# 神尾楓珠
神尾楓珠（日语：／ Kamio Fūju，1999年1月21日—）是一名日本演員，曾隸屬於A-team。

## 略歷
- 崇拜伊藤英明从而对演员这一职业产生兴趣，以高中足球部退部为契机参加并通过了伊藤英明所在的A-team事务所的选拔。[2][3]

## 人物
- 兴趣：足球、卡拉OK[1]
- 喜欢的食物：燒肉、泡芙[2]
- 讨厌的食物：碳酸饮料、零食点心、辣的食物[2]
- 座右铭：日日是好日[2]

## 影視作品

### 電視劇/網絡劇
| 播出日期                  | 電視台                 | 劇名                                           | 角色                           | 備註                                       |
| 2015年8月22日             | 日本電視台             | 《母親，我沒事》                               | 足球部部員                     |                                            |
| 2017年4月13日 - 5月11日   | 日本電視台             | 《哥哥太愛我了怎麼辦？》                       | 劍道部的鈴木                   |                                            |
| 2017年10月17日 - 12月19日 | TBS電視台              | 《監獄公主》                                   | 馬場公太郎                     |                                            |
| 2018年2月23日             | TBS電視台              | 《UNNATURAL》                                  | 横山伸也                       | 第7話客串                                  |
| 2018年4月10日 - 6月12日   | 關西電視台・富士電視台 | 《Signal 長期未解決事件搜查班》                | 加藤亮太                       |                                            |
| 2018年7月27日 - 10月12日  | 東京電視台             | 《戀之月》                                     | 伊古梦明                       |                                            |
| 2018年10月12日 - 12月15日 | 富士電視台             | 《沒想到是這樣的未來》                         | 瀧涼一                         |                                            |
| 2019年1月6日 - 3月10日    | 日本電視台             | 《3年A班－從此刻起，大家都是我的人質－》       | 真壁翔                         |                                            |
| 2019年5月5日 - 6月23日    | MBS電視台              | 《都立水商！〜令和〜》                         | 今井周                         |                                            |
| 2019年10月20日 - 12月23日 | MBS電視台              | 《左撇子艾倫》                                 | 朝倉光一                       | 與池田依來沙雙主演                         |
| 2020年2月9日 - 3月15日    | 朝日電視台             | 《在深灰色的箱子中》                           | 真田利津                       |                                            |
| 2020年4月4日 - 5月23日    | NHK綜合                | 《讚啦！光源氏》                               | 該隱                           |                                            |
| 2021年2月12日             | Hulu                   | 《NG妹大改造》                                 | 熊田天佑                       | 網絡劇                                     |
| 2021年4月13日             | 關西電視台・富士電視台 | 《大豆田永久子與三個前夫》                     | 仲島登火                       | 第三話客串                                 |
| 2021年6月7日 - 28日       | NHK綜合                | 《讚啦！光源氏2》                              | 該隱                           |                                            |
| 2021年6月27日             | 日本電視台             | 《從謊言開始的愛情》                           | 泉晴彥                         |                                            |
| 2021年7月22日             | 朝日電視台             | 《紧急审讯室》第四季                           | 加賀見光一郎                   | 第三話客串                                 |
| 2021年8月20日 - 10月1日   | WOWOW                  | 《一直思考刃牙是不是BL的少女記錄》             | 柴本大壽                       |                                            |
| 2021年10月9日 - 12月18日  | 富士電視台             | 《只有顏值老師》                               | 遠藤一誠                       | 主演                                       |
| 2022年3月18日 - 5月20日   | WOWOW                  | 《為了觸摸青野同學，所以我想死》               | 藤本雅芳                       |                                            |
| 2022年4月9日 - 6月25日    | 東京電視台             | 《網購美食宅幸福》                             | 鬼女島君                       |                                            |
| 2022年4月13日 - 6月22日   | 富士電視台             | 《難破MG5》                                    | 伍代直樹                       |                                            |
| 2022年5月7日 - 6月4日     | NHK綜合                | 《17歲的帝國》                                 | 真木亞蘭                       | 主演                                       |
| 2022年7月24日 - 9月4日    | TBS電視台              | 《OLD ROOKIE》                                 | 伊垣尚人（第4話 - 最終話客串） |                                            |
| 2022年8月20日             | 富士電視台             | 《毛骨悚然撞鬼經驗》夏之特別篇2022「非常通報」 | 高橋亮太                       | 主演                                       |
| 2022年9月21日 - 11月9日   | TBS電視台              | 《階梯下的梵谷》                               | 平真太郎                       |                                            |
| 2023年6月22日             | Netflix                | 《我們離婚吧》                                 | 堀米削也                       |                                            |
| 2023年7月10日 - 9月18日   | 富士電視台             | 《真夏的灰姑娘》                               | 牧野匠                         |                                            |
| 2023年10月12日 - 12月21日 | 富士電視台             | 《最喜歡的花》                                 | 佐藤紅葉                       | 四人主演（多部未華子、松下洸平、今田美櫻） |
| 2024年4月9日 - 6月18日    | TBS電視台              | 《誰曾愛過我？》                               | 朝日結生                       |                                            |
| 2025年9月25日             | 富士電視台             | 《最近的烏托邦》                               | 工藤隆司                       |                                            |
| 2025年4月24日 - 6月19日   | 朝日電視台             | 《PJ航空救難團》                               | 澤井仁                         |                                            |

### 電影
| 日本上映日期      | 原名 | 譯名                               | 飾演                       | 台灣上映日期 |
| ----------------- | ---- | ---------------------------------- | -------------------------- | ------------ |
| 2017.6.30         |      | 哥哥太愛我了怎麼辦？               | 劍道部的鈴木               |              |
| 2019.5.17         |      | 我家執事如是說                     | 雪倉峻                     |              |
| 2019.10.4         |      | 熱血街區電影版：極惡王             | 中越                       |              |
| 2020.2.7          |      | 滾動的玻璃珠                       | 祐也                       |              |
| 2020.7.10         |      | 我太受歡迎了，該怎麼辦？           | 五十嵐祐輔                 |              |
| 2020.11.6         |      | Beautiful Dreamer                  | カミオ                     |              |
| 2021.2.5          |      | 樹海村                             | 阿久津輝                   |              |
| 2021.4.2          |      | 私密帳號                           | 原島努                     |              |
| 2021.5.15         |      | 10年在澀谷迷路/A decade of roaming | 青年A（主演）              | 2018.9.21    |
| 2021.12.3         |      | 她喜歡的是                         | 安藤純（主演）             | 2023.6.21    |
| 2022.3.5          |      | 親密的外人                         | 井上雄二（主演）           |              |
| 2022.5.27         |      | 20歲的靈魂                         | 淺野大義（主演）           |              |
| 2022.6.17         |      | 戀之光                             | 西條（主演）               | 2022.10.14   |
| 2022.10.14        |      | 尋找身體                           | 清宮篤史                   |              |
| 2025.2.7（予定）  |      |                                    | 堤丈流（與櫻田日和雙主演） |              |
| 2025.5.16（予定） |      | 塗鴉日記                           | 西村                       |              |

## 外部連結
- A-Team個人介紹頁（日語）
- 神尾楓珠的X（前Twitter）（日語）
- 神尾楓珠的Instagram帳戶（日語）